# Vagant

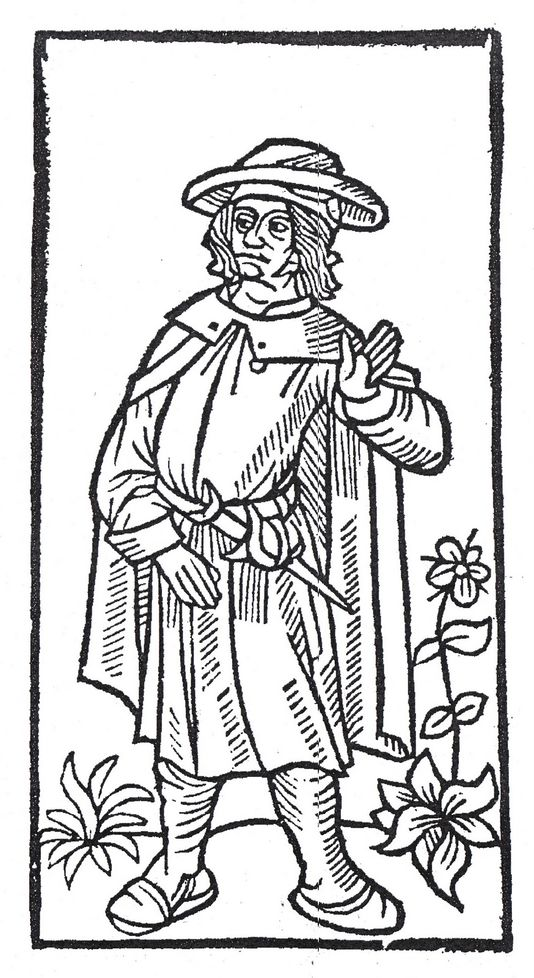
François Villon (cirka 1431 – cirka 1474) var en fransk poet, tjuv och vagant.

Vagant eller goliard kan syfta på kringvandrande studenter, sångare, skalder eller präster under medeltiden eller tidigare.
De kringvandrande prästerna som kallats vaganter var präster utan fast anställning och uppträdde så tidigt som på 400-talet.
Vaganter, ofta kallade vagantdiktare eller -sångare, kunde resa från universitet till universitet och på vägen uppträda med föreläsningar, lyriska dikter och visor på latin, så kallade vagantvisor eller vagantlyrik.
Ordet kommer av det latinska vagari som betyder "ströva omkring".